# تشبل رو (باركشير)
تشبل رو (بالإنجليزية: Chapel Row)‏ هي قرية تقع في المملكة المتحدة في جنوب شرق إنجلترا.